# All's Well That Ends Well
All's Well That Ends Well – album amerykańskiego muzyka i wokalisty Steve'a Lukathera. Wydawnictwo ukazało się 8 października 2010 roku nakładem wytwórni muzycznej Mascot Records.

## Lista utworów
Opracowano na podstawie materiału źródłowego.
1. "Darkness In My World" (Steve Lukather, CJ Vanston) – 6:59
2. "On My Way Home" (Steve Lukather, CJ Vanston) – 5:22
3. "Can't Look Back" (Steve Lukather, CJ Vanston) – 4:43
4. "Don't Say It's Over" (Steve Lukather, CJ Vanston) – 5:39
5. "Flash In The Pan" (Steve Lukather, Fee Waybill) – 4:54
6. "Watching The World" (Steve Lukather, CJ Vanston) – 4:51
7. "You'll Remember" (Steve Lukather, Steve Weingart, Fee Waybill) – 5:15
8. "Brody's" (Steve Lukather, Randy Goodrum) – 5:36
9. "Tumescent" (Steve Lukather, Steve Weingart, Carlitos Del Puerto, Eric Valentine) – 4:02

## Listy sprzedaży
| Lista             | Kraj     | Pozycja |
| ----------------- | -------- | ------- |
| MegaCharts        | Holandia | 35      |
| Sverigetopplistan | Szwecja  | 30      |
| Oricon            | Japonia  | 118     |